# موریس (ایلینوی)
موریس، ایلینوی (به انگلیسی: Morris, Illinois) شهری در ایالات متحده آمریکا با جمعیت ۱۳٬۶۳۶ نفر است که در ایلی‌نوی واقع شده‌است.